# اقدام (روزنامه)
روزنامهٔ اقدام در سال ۱۲۹۹ هجری خورشیدی در تهران آغاز به کار کرد. مدیر مسئول آن عباس خلیلی عراقی بود که پیش از آن روزنامهٔ رعد را به همراه سیدضیاءالدین طباطبایی منتشر می‌کرد. پس از نخست‌وزیری طباطبایی در کودتای ۱۲۹۹ روزنامهٔ رعد تعطیل شد و خلیلی تصمیم به راه‌اندازی روزنامهٔ‌اقدام گرفت.
این روزنامه در هنگام پادشاهی رضاشاه برای مدت زیادی تعطیل بود تا اینکه پس از رخدادهای شهریور ۱۳۲۰ خورشیدی دوباره منتشر شد. 
این روزنامه به شدت بیگانه‌ستیز بود و در مقابل هر گونه دخالت انگلیسی‌ها در سیاست ایران مطلب می‌نوشت.